# Альошин Павло Федотович
Альо́шин Павло́ Федо́тович (4 березня 1881 , Київ  — 7 жовтня 1961 , Київ ) — український радянський архітектор і педагог, дійсний член Академії архітектури УРСР (1945—1958), почесний член Академії будівництва та архітектури УРСР (з 1958), доктор архітектури (з 1946), професор (з 1946). Автор більш ніж десяти архітектурних шедеврів, в основному в стилі російської та радянської класичної архітектурної школи, модерну та конструктивізму.

## Біографія
Народився в Києві. Дід Альошина був кріпаком-умільцем з Курської губернії, батько — простим теслею, який в роки «будівельної лихоманки» став артільником, а згодом підрядником.
У 1899 році отримав середню освіту. Деякий час навчався в художній школі Миколи Мурашка. У 1904 році закінчив у Петербурзі Інститут цивільних інженерів із відзнакою за найкращий архітектурний проєкт, нагородою за найкращий звіт і званням громадянського інженера. Серед його вчителів були архітектор Олександр Красовський та історик архітектури І. Михайловський.
У 1917 році закінчив у Петрограді Академію мистецтв із званням митця-архітектора, навчався в майстернях Ієроніма Кітнера й Леонтія Бенуа.
З метою вивчення архітектури й подальшого вдосконалення в 1900, 1902, 1908, 1911 та 1917 роках відвідував Німеччину, Францію, Велику Британію, Австро-Угорщину, Швейцарію, Туреччину, Грецію, Італію та Норвегію.
У 1918—1920 рр. — головний архітектор Києва, у 1922—1924 рр. — Київський губернський архітектор.
Від 1921 р. — професор Київського архітектурного інституту, від 1923 р. — професор Київського художнього інституту. Найвідоміші учні Альошина — Володимир Заболотний, Петро Юрченко, Георгій Волошинов та Йосип Каракіс, Олександр Колесниченко, Яків Штейнберг тощо.
У 1945 р. — обраний дійсним членом Академії архітектури! УРСР, членом президії та віцепрезидентом (до лютого 1952 року) цієї Академії. У цьому ж році обійняв посаду виконувача обов'язків директора Інституту відновлення міст і сіл України. Того ж року йому було присуджено П'яту премію за конкурсний проєкт відбудови Хрещатика (за участю арх. О. О. Колесніченка). 
Від 1946 р. — доктор архітектури.
Помер 7 жовтня 1961 р. після інсульту. Похований у Києві на Лук'янівському кладовищі (ділянка № 15, ряд 3, місце 54-1; надгробок — стела із сірого граніту з горельєфом, факсиміле підпису; скульптори Флоріан Коцюбинський, Ксанфій Кузнецов, архітектор Анатолій Ігнащенко). Поруч з ним похована його родина: онука Вікторія Рималіс-Альошина (1946–1947); дочка Ольга Альошина (1914–1984); дружина Ольга Федорівна Альошина (1893–1979); дочка Оксана Павлівна Альошина (1912–1928); зять, чоловік Ольги, Рималіс Емануїл Абрамович (1908–1977).
У зв'язку із 100-річчям від дня народження (дата увійшла до календаря ЮНЕСКО) на будинку № 17 на Великій Житомирській вулиці, де жив архітектор, встановлена меморіальна дошка.

## Рання творчість
Працював над будівлею «Торговельно-промислового товариства Ф. Г. Бажанова та А. П. Чувалдиної» за вул. Марата, 72 в Санкт-Петербурзі в 1906—1909 рр.
Проєктував особняк Ковалевського за вул. Пилипа Орлика, 1/15 у Києві в 1911—1913 рр.
Прибутковий будинок за вул. Олеся Гончара, 74 в Києві — 1909—1910 рр.
Прибутковий будинок за адресою вул. Виноградна, 5 у Києві — 1912—1914 рр.
Проєктуванню й будівництву будівля Педагогічного музею, цієї найвідомішої споруди Альошина, передували трагічні події. Будівництво народної авдиторії було заборонене. Але завдяки підтримці Семена Могилевцева, відомого київського мецената, який надав 500 тисяч рублів, праця архітектора не пропала. Могилевцев вирішив замість «небезпечної» народної авдиторії збудувати «Педагогічний музей».

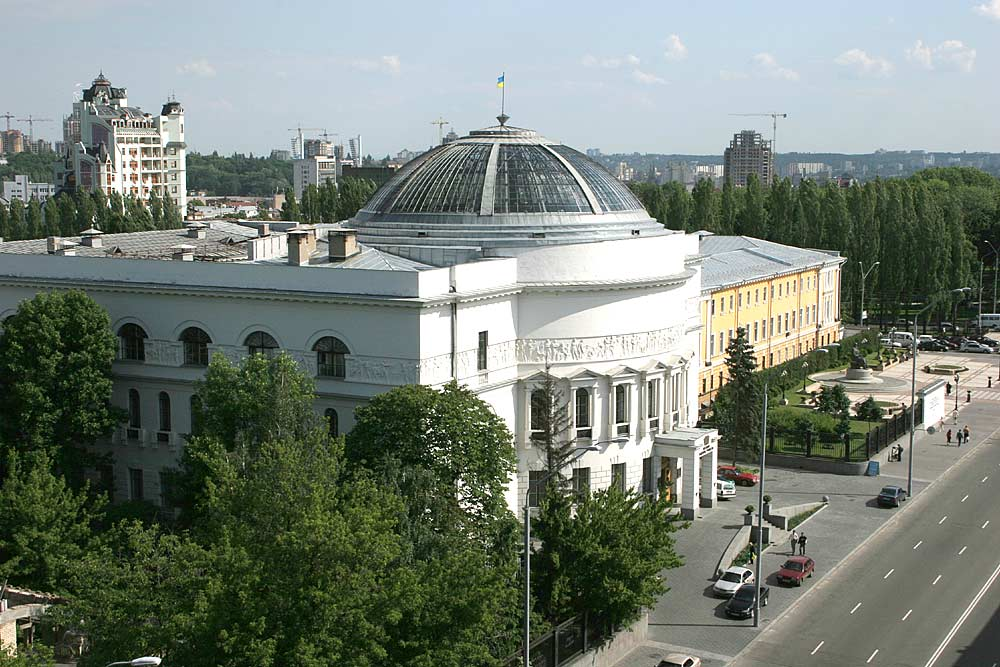
Педагогічний музей в Києві

Ідея задовольнила владу, і роботи продовжувалися. У зв'язку із тим, що закладка музею відбулася 30 червня 1910 року, в день народження спадкоємця Олексія, його було названо на честь Цесаревича Олексія. За вимогою Могильовцева, дід якого був кріпаком, відкриття музею мало відбутися під час святкування 50-річчя скасування кріпацтва. Будівництвом керував відомий київський підрядчик Лев Гінзбург, і протягом року усі роботи було завершено. Відкриття музею відбулося 28 вересня 1911 року. До цієї дати відомий київський ювелір Йосип Маршак виготовив срібний макет будівлі, що нині знаходиться в експозиції Національного музею історії України.
Свою поразку у Всеросійському конкурсі на будівлю Губернського земства за вул. Володимирській, 33 в Києві, Альошин оцінив як поштовх до нового повороту у творчій біографії. Він вирішив подолати нестачу художніх знань (а саме це він вважав причиною невдачі) навчанням в Імператорській Академії мистецтв в Санкт-Петербурзі, у професора Леонтія Бенуа, таким чином додаючи до звання громадянського інженера звання архітектора-митця. У 1914 році він знов стає студентом.
Прибутковий будинок за адресою вул. Володимирська, 19 в Києві (не зберігся) — 1914 рік.
Будівля колишньої Ольгинської жіночої гімназії, зараз тут розміщуються установи Національної академія наук України, 1914—1917 роки.
У 1917 році разом з професором Григорієм Дубеліром спроєктував планування курорту-саду «Комперія» в Криму, пл. близько 100 десятин.
У 1917—1918 роках разом з професором Дубеліром розроблив проєкт планування міста Мурманська.

## Радянський період

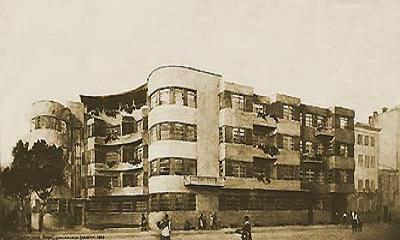
Перший житловий будинок лікаря в Києві

У 1917—1920 роках брав участь у частковій реконструкції Києва.
З 20 липня 1918 року до 4 серпня 1920 року був головним архітектором Києва.
2 грудня 1920 року — Рада з реорганізації Київського політехнічного інституту, професія на катедрі (кафедрі) «Історія і теорія архітектури».
У 1921—1922 роках розробив 15 проєктів будівлі єдиної трудової школи для селищ Київської губернії.
У 1923 році розробив проєкт будівлі для працівників Миронівської селекційної станції.
З 1 червня 1922 року до 1 листопада 1924 року перебував на посаді Київського губернського архітектора.
У 1923 році перейшов професором до Київського архітектурного інституту.
У 1924 році за дорученням Губвиконкома розробив проєкт Робітничо-Селянського палацу праці у м. Києві.
У 1924 році, спільно із своїми учнями, розробив проєкт театру для м. Ростов-на-Дону. Здобув 5-ту премію.
У 1927 році, спільно з професором Олександром Вербицьким, розробив 2 проєкти пасажирського вокзалу станції Київ-Пасажирський. Проєкт здобув 1-шу й 2-гу премії.
1-й житловий будинок лікаря, 1928—1930 роки.
У 1928 році розроблений для Харкова, за участю Володимира Заболотного та Петра Юрченка, проєкт Палацу Уряду (5-та премія).
У 1929 році розробив, спільно з Георгієм Волошиновим та Йосипом Каракісом, проєкт будівлі взірцевої школи для Києва на 18 класів.
У 1930—1931 роках розробив проєкт планування міста на 113 тисяч осіб для селища ХТЗ — «Соцмістечко „Новий Харків“».
2-й будинок «Радянського лікаря», 1932—1935 роки (спільно з Олександром Колесниченком).
2-й будинок Академії, 1934—1935 роки.
1934 року брав участь у конкурсі на проєкт комплексу Урядового центру в Києві (керівник творчого колективу).
У 1934 році розроблений проєкт за дорученням Академії Наук УРСР Нового ботанічного саду у Києві в Голосієві.
Загальносоюзний Будинок оборони, 1934—1935 рр. (спільно з Олександром Колесниченком).

Меморіальна дошка Павлові Альошину в Києві

Реконструкція готелю «Гранд-отель», 1934—1936 роки (спільно з Олександром Колесниченком).
1-й та 2-й будинки ВУСПС, 1934—1937 роки.
Будинок Піонерів, 1934—1935 роки, спільно з Ольгою Альошиною.
Інститут фізики Академії Наук УРСР, 1935—1936 роки.
Інститут Геології, 1937—1937 роки.
У 1937 році було прийнято рішення про створення українського філіалу музею Леніна в Києві.
У 1939 році розроблений проєкт планування музею Леніна в Києві.
У 1944 році почалася реконструкція Маріїнського палацу для ЦК КП(б)У (архітектори Франческо Бартоломео Растреллі та Карл Маєвський). Продовжувалася у 1949 році.
1944 рік — Проєкт відбудови головного корпусу Київського Державного університету ім. Т. Г. Шевченка.
У 1945 році присуджена 2-га премія за конкурсний проєкт відбудови Хрещатика (за участю Олександра Колесниченка).
1952 рік — конкурсний проєкт станції метрополітену «Київська-Кільцева» у Москві.

## Споруди

### Житлові будинки
- Будівля Торговельно-Промислового Товариства Бажанова та Чувалдіної на вул. Марата, 72 у Санкт-Петербурзі — 1906—1910 роки.
- Прибутковий будинок на вул. Олеся Гончара, 74 у Києві — 1909—1910 роки.
- Маєток Ковалевського на вул. Пилипа Орлика, 1/15 у Києві — 1911—1913 роки.
- Прибутковий будинок на вул. Виноградній, 5 у Києві — 1912—1914 роки.
- Прибутковий будинок на вул. Володимирській, 19 у Києві (не зберігся) — 1914 рік.
- 1-ий житловий будинок лікаря на вул. Великій Житомирській, 17 у Києві — 1928—1930 роки.
- 2-ий житловий будинок лікаря на вул. Заньковецькій, 5/2 у Києві (співавтор Олександр Колесниченко) — 1932—1935 роки.
- Житловий будинок на вул. Лютеранській, 28 у Києві (співавтори Олександр Колесниченко та Г. А. Любченко)

### Суспільні будівлі
- Педагогічний музей імені Цесаревича Олексія
- Будівля Ольгинської гімназії на вул. Богдана Хмельницького, 15 у Києві — 1909—1914 роки.
- 15 проєктів будівель шкіл для сел Київської області (деякі збудовані) — 1921—1922 роки.
- Комплекс Селекційної станції у м. Миронівка Київської області — 1923 рік.
- Будівля взірцевої школи № 71 у пер. Польовому, 10 у Києві (спільно з Георгієм Волошиновим та Йосипом Каракісом) — 1929 рік.
- Реконструкція готелів «Інтурист», «Континенталь» у Києві — 1932 рік.
- Будівля Всеукраїнського Будинку Оборони на вул. Хрещатик, 1 у Києві (спільно з Олександром Колесниченком, не збереглася) — 1934 рік.
- Реконструкція готелю «Гранд-отель» у Києві (спільно з Олександром Колесниченком, не зберігся) — 1934 рік.
- Відбудова Київського університету ім. Т. Г. Шевченка в Києві — 1944 рік.
- Відбудова Маріїнського палацу у Києві — 1944 рік.

### Містобудівництво
- Конкурс на проєкт планування міста-саду «Зелений Петроград» в районі Петрограда (3-я премія) — 1917 рік.
- Проєкт планування курорту-саду «Комперія-Сарич» в районі Ласпі в Криму (спільно з Григорієм Дубеліром) — 1917 рік.
- Проєкт планування міста Мурманська (спільно з Григорієм Дубеліром) — 1917—1918 роки.
- Проєктування та будівництво соцміста «Новий Харків» (керівник творчого колективу) — 1930—1932 роки.
- Участь у конкурсах з проєктування комплексу Урядового центру у Києві (керівник творчого колективу) — 1935—1937 роки.
- Проєкт планування кварталу музею Леніна в Києві — 1939 рік.
- Конкурсний проєкт відбудови Хрещатика в Києві (за участю Олександра Колесниченка — 2-га премія) — 1945 рік.

## Архітектурні конкурси
- Конкурс на будівлю взірцевого 4-класного училища на вул. Ярославів Вал, 40 у Києві (1-а премія. Збудована за проєктом архітектора Павла Голландського, зараз Інститут театрального мистецтва) — 1903 рік.
- Конкурсний проєкт будівлі реального училища для м. Вятки (спільно з Б. І. Конецьким) — 1905 рік.
- Конкурсний проєкт будівлі комерційного училища у Казані (4-та премія) — 1906 рік.
- Конкурсний проєкт будівлі гімназії в Єкатеринбурзі (спільно з Б. І. Конецьким) — 1909 рік.
- Конкурсний проєкт чотирьох будівель шкіл для різних міст Росії (2-га премія) — 1909 рік.
- Конкурсний проєкт фасаду Київської публічної бібліотеки в Києві — 1909 рік.
- Конкурс на проєкт будівлі Губернського земства в Києві (1-ше місце посів проєкт академіка архітектури Володимира Щуко. Зараз будівля СБУ) — 1913 рік.
- Конкурс на проєкт планування міста-сада «Зелений Петроград» (3-тя премія) — 1917 рік.
- Конкурс на проєкт театру в Ростові-на-Дону (спільно з учнями, 5-та премія) — 1924 рік.
- Конкурс на проєкт фасаду залізничного вокзалу в Києві (спільно з Олександром Вербицьким, 1-ша і 2-га премія) — 1927 рік.
- Конкурс на проєкт Палацу Уряду в Харкові (спільно з Володимиром Заболотним и Петром Юрченко, 5-та премія)
- Конкурс на проєктування і спорудження будівлі взірцевої школи в Києві (спільно з Георгієм Волошиновим і Йосипом Каракісом, 1-ша премія) — 1928 рік.
- Конкурси на проєкт комплексу Урядового центру у Києві (керівник творчого колективу) — 1935—1937 роки.
- Конкурсний проєкт відбудови Хрещатика в Києві (за участю Олександра Колесниченка, 2-га премія) — 1945 рік.
- Конкурсний проєкт станції метрополітену «Київська-Кільцева» в Москві — 1952 рік.

## Факти
- Дружина архітектора — Ольга Федорівна, з якою познайомився на дачі її батька в Бучі.

|  | На початку 1910-их років П. А. сватався до Ольги Федорівни Мухортової, гарної молодої жінки шляхетного походження, випускниці Смольного інституту, напівтатарці (батько її — кримський князь Мухорт, який, аби отримати громадянство, змінив прізвище на Мухортов), напівшведці. Її батьки категорично були проти цього шлюбу. І лише по завершенню будівництва Педагогічного музею, коли Альошинові було надане дворянство, батьки Ольги Федорівни погодилися віддати йому руку своєї дочки. Оригінальний текст (рос.) [В начале 1910-х годов П. А. сватается к Ольге Федоровне Мухортовой, красивой молодой женщине дворянского рода, выпускнице Смольного института, наполовину татарке (отец — крымский князь Мухорт, изменил фамилию на Мухортов, чтобы получить гражданство), наполовину шведке. Ее родители были категорически против этого брака. И только после завершения строительства Педагогического музея, когда Алешину было даровано именное дворянство, родители Ольги Федоровны согласились отдать ему руку своей дочери.] Помилка: {{Lang}}: текст вже має курсивний шрифт (допомога) |